# Midea decliviis
Midea decliviis är en fjärilsart som beskrevs av Turner 1936. Midea decliviis ingår i släktet Midea och familjen nattflyn. Inga underarter finns listade i Catalogue of Life.